# Municipio de Bloomfield (condado de Huron)
El municipio de Bloomfield (en inglés: Bloomfield Township) es un municipio ubicado en el condado de Huron en el estado estadounidense de Míchigan. En el año 2010 tenía una población de 455 habitantes y una densidad poblacional de 4,88 personas por km².

## Geografía
El municipio de Bloomfield se encuentra ubicado en las coordenadas 43°54′9″N 82°49′42″O / 43.90250, -82.82833. Según la Oficina del Censo de los Estados Unidos, el municipio tiene una superficie total de 93.16 km², de la cual 92,56 km² corresponden a tierra firme y (0,64 %) 0,6 km² es agua.

## Demografía
Según el censo de 2010, había 455 personas residiendo en el municipio de Bloomfield. La densidad de población era de 4,88 hab./km². De los 455 habitantes, el municipio de Bloomfield estaba compuesto por el 98,68 % blancos, el 0,44 % eran afroamericanos y el 0,88 % eran de una mezcla de razas. Del total de la población el 3,08 % eran hispanos o latinos de cualquier raza.